# Paratanais tenuis
Paratanais tenuis is een naaldkreeftjessoort uit de familie van de Paratanaidae. De wetenschappelijke naam van de soort is voor het eerst geldig gepubliceerd in 1880 door Thomson.